# Nedjeljko Fabrio
Nedjeljko Fabrio (Split, 14. studenog 1937. – Rijeka, 4. kolovoza  2018.), hrvatski književnik i akademik.

## Životopis
Rodio se u Splitu. Obitelj mu se po dekretu odselila u Rijeku.
Školovao se u Rijeci, gdje je pohađao osmogodišnju školu i Prvu riječku hrvatsku gimnaziju. Završio je Filozofski fakultet u Zagrebu. Bio je predavač u Narodnom sveučilištu, dramaturg u Narodnom kazalištu "Ivana Zajca" – Rijeka, urednik u Dramskom programu Televizije i Radio-Zagreba te profesor na Akademiji dramske umjetnosti u Zagrebu. Također je bio pripovjedač, dramski pisac i prevoditelj.
Fabrijevo književno djelo vezano je uz riječke teme i probleme hrvatsko-talijanskih odnosa. Došavši s roditeljima u Rijeku mogao je pratiti velike povijesne mijene uzrokovane kapitulacijom Italije 1943. godine i završetkom Drugoga svjetskog rata. Veliku temu eksodusa stanovništva (esodo), uglavnom talijanske narodnosti, nakon Drugoga svjetskog rata obradio je u romanu »Vježbanje života«. Djelo je nakon dramaturške obrade dr. Darka Gašparovića uspješno prikazano na pozornici riječkog teatra više od osamdeset puta.
Nedjeljko Fabrio živio je i radio u Zagrebu. Bio je redovni član HAZU i dopredsjednik MH u Zagrebu, predsjednik DHK, član Društva hrvatskih književnih prevoditelja, kazališnih kritičara i teatrologa. Pisao je i objavljivao glazbene kronike i kritike. Dobitnik je zapaženih nagrada te sudionik Jadranskih književnih susreta.
Pisao je prozna djela velikoga opsega, s temama iz riječke prošlosti.
Njegov rad često su pratile različite kontroverzije, primjerice, ostavka s dramatičnim tekstom na članstvo u DHK nadaleko je odjeknula. Zatim, skandal s Nobelovom nagradom, koju Fabrio danas komentira sljedećim riječima: "Netko me iz inozemstva kandidirao i na tome je ostalo".[nedostaje izvor]
Napisao je i prvi roman o Domovinskom ratu, "Smrt Vronskog", koji su neki, poput pisca Miljenka Jergovića, dočekali na nož, a drugi ga proglasili kapitalnim djelom.[nedostaje izvor]

## Djela

### Objavljena djela
- Odora Talije (teat. es.), Rijeka, 1963.
- Partite za prozu (prip.), Rijeka, 1966.
- Apeninski eseji (es.), Zagreb, 1969.
- Labilni položaji (prip., dr.), Zagreb, 1969.
- Reformatori (dr.), 1968.; Admiral Kristof Kolumbo (dr.), 1969.
- Čujete li svinje kako rokću u ljetnikovcu naših gospara? (dr.), 1969.
- Meštar (dr.), 1970.; Kralj je pospan (dr.), 1971.
- Drame, Zagreb, 1976.; Magnificat (dr.), 1976.
- Štavljenje štiva (es.), Zagreb, 1977.
- Lavlja usta (prip.), Zagreb, 1978.
- Vježbanje života (ro.), Zagreb, 1985., 1986, 1990., 1996., Pečuh, 1994.[3]
- Kazalištarije (teat. es), Zagreb, 1987.
- Berenikina kosa (ro.), Zagreb, 1989., 1990., Klagenfurt, 1992., Milano, 1995.
- Izabrane pripovijetke, Zagreb, 1990.
- Smrt Vronskog (ro.), Zagreb, 1994., i 1998.
- Koncert za pero i život (čl., fe.), Zagreb, 1997.
- Maestro i njegov šegrt (glaz. es.), Zagreb, 1997.
- Triemeron (2002.), roman[4][5][6]
- Ruža vjetrova: sjeverojadranski i drugi eseji (2003.)
- Orfejeva djeca (2008).

### Izvedena djela
- Reformatori (dr.), NK "Ivan Zajc", Rijeka, 1968.
- Čujete li svinje kako rokću u ljetnikovcu naših gospara? (dr.), HNK Ivana pl. Zajca, Rijeka, 1970., ZKM, Zagreb, 1977.
- Meštar (dr.), SEK, Zagreb, 1971.;
- Vježbanje života (dramatizacija Darko Gašparović), HNK Ivana pl. Zajca, Rijeka, 1989.
- Berenikina kosa (dr.), HNK u Zagrebu

## Nagrade i priznanja
- 2002.: Herderova nagrada za književnost[7]
- 2003.: Nagrada Ivan Goran Kovačić, za Triemeron
- 2007.: Nagrada Vladimir Nazor za životno djelo, književnost
- 2013.: Nagrada Crikveničko sunce

## Spomen
- Fabrio (2012.), dokumentarni film Bernardina Modrića[8]
- Spomen-soba Nedjeljka Fabrija, otvorena 2019. godine u Narodnoj čitaonici i knjižnici Novi Vinodolski[9]

## Vanjske poveznice
Ostali projekti
|  | Zajednički poslužitelj ima još gradiva o temi Nedjeljko Fabrio |

Mrežna mjesta
- Nedjeljko Fabrio, Grifon i kasni noćni gost, Sarajevske sveske 8-9/2005.
- Nedjeljko Fabrio, [neaktivna poveznica], Vijenac 175/2000.
- Fabrio, Nedjeljko, Hrvatski biografski leksikon
- Boris Domagoj Biletić, Suvremeni klasik Nedjeljko Fabrio, www.stav.com.hr (IA), 2013.
- Sabrina Kos, Jadranska trilogija Nedjeljka Fabrija, 2015.